# 林培瑞
小尤金·佩里·林克（英語：Eugene Perry Link, Jr.；1944年—），汉名林培瑞，生于纽约州，哈佛大学中国历史博士，汉学家。林培瑞是普林斯顿大學东亚系荣休教授，现任加利福尼亚大学河濱分校校長特聘講座教授。

## 家庭背景
父亲是纽约州立大学历史学教授。

## 簡介
林培瑞生于纽约州，1966年获哈佛大学文学学士，1969年获哈佛大学文学硕士，1976年获哈佛大学中国历史博士。博士论文题为《上海传统风格的通俗小说（1910~1930）》（Traditional style popular fiction in Shanghai , 1910~1930）。学术涉猎广泛，主要研究中国现代文学、社会史、大众文化、20世纪初中国的通俗小说、毛泽东时代以后的中国文学。精通英文、中文、法文、日文。
林培瑞是美国汉学家中与中国社会联系最为密切的一位“中国通”之一。1972年，在乒乓外交中，中国大陸乒乓球代表团访美时，林担任中文翻译。不久，他到中国大陸访问一个月。据他本人讲，这一个月的消费只有550美元。1970年代末，重返中国并开始关注和研究中国当代文学，结识刘宾雁等作家。
1989年六四事件期间，林培瑞担任美国科学院中国大陸办事处主任。6月5日凌晨，他把方励之夫妇带入美国大使馆。其后他们二人一直住在里面，大约半年后经过日本促谈，在美国解除对华经济制裁的前提下，中国大陸政府允许他们赴美。他是《天安门文件》英文版的编辑之一。
此外，林培瑞將零八宪章譯成英文，西方媒體於2009年1月刊出。

## 經歷
1973年，担任普林斯顿大学东亚系研究讲师，退休时为该校荣休教授，現任加利福尼亚大学河濱分校校長特聘講座教授。

## 轶闻
林培瑞曾经和一个中國大陸女孩谈论中国政治改革，对方表示当前的民主制度不适合中國大陸，要等幾十年。林培瑞反问她，如果政府突然宣布政改，你是否會站出來反對？女孩最終沒有回答他的问题。

## 主要著作
- 李希凡论现代中国文学（Li Hsifan on Modern Chinese Literature）, China Quart, June 1974
- 鸳鸯蝴蝶派：20世纪初中国城市的通俗小说
- 同包天笑的一次会见
- 邓小平中国文化改革的范围
- Perry Link.  [北京夜话]. Norton. 1993年  [2014-01-20]. ISBN 978-0-393-31065-8. （原始内容存档于2015-03-21）.
- 林培瑞. . 台北: 三民書局. 1999年  [2014-01-20]. ISBN 9789571429. （原始内容存档于2015-03-21）.
- Perry Link. . Princeton University Press. 2000年  [2014-01-20]. ISBN 0-691-00198-7. （原始内容存档于2015-03-21）.（英文）
- Perry Link. . 華盛頓郵報. July 18, 2007  [2014-01-20]. （原始内容存档于2021-03-23）.（英文）

## 榮譽
- 美国普林斯顿大学东亚研究系荣休教授[3]。